# دوللي ولز
دوللي ولز (بالإنجليزية: Dolly Wells)‏ هي ممثلة بريطانية، ولدت في 21 يونيو 1972 بلندن في المملكة المتحدة.

## أعمال

### أفلام
- (2015) 45 عاما[2][3]
- (2018) أيمكنك أن تسامحني؟[4]

## وصلات خارجية
- دوللي ولز على موقع IMDb (الإنجليزية)
- دوللي ولز على موقع قاعدة بيانات الفيلم (الإنجليزية)